# Cannes
Cannes er en fransk by beliggende i den sydlige del af landet, ved den franske Riviera. Byen har ca. 70.000 indbyggere, men huser langt flere om sommeren, da mange hundredtusinde mennesker gerne holder ferie dér.
Cannes er især kendt for sin årlige filmfestival, der hvert år i maj tiltrækker store stjerner inden for filmens verden. Danske film har flere gange fejret store triumfer på festivalen, hvor hovedprisen hedder Palme d'Or – Den Gyldne Palme.
Den danske kong Christian 10. var æresborger i Cannes, og hans statue kan stadig ses på et lille torv tæt på vandet.

## Demografi
| 1793   | 1800   | 1806   | 1821   | 1831   | 1836   | 1841   | 1846   | 1851   |
| ------ | ------ | ------ | ------ | ------ | ------ | ------ | ------ | ------ |
| 2.626  | 2.896  | 2.804  | 3.982  | 3.994  | 3.997  | 3.381  | 4.720  | 5.557  |
| 1856   | 1861   | 1866   | 1872   | 1876   | 1881   | 1886   | 1891   | 1896   |
| 5.860  | 7.557  | 9.618  | 10.144 | 14.022 | 19.385 | 19.959 | 19.983 | 22.959 |
| 1901   | 1906   | 1911   | 1921   | 1926   | 1931   | 1936   | 1946   | 1954   |
| 30.420 | 29.365 | 29.656 | 30.907 | 42.427 | 47.259 | 49.032 | 45.548 | 50.192 |
| 1962   | 1968   | 1975   | 1982   | 1990   | 1999   | 2006   | 2013   |        |
| 58.079 | 67.152 | 70.527 | 72.259 | 68.676 | 67.304 | 70.200 | 74.356 |        |